# Basterotia recluzi
Basterotia recluzi is een tweekleppigensoort uit de familie van de Myidae. De wetenschappelijke naam van de soort werd in 1864 voor het eerst geldig gepubliceerd door A. Adams.